# (35416) 1998 AC4
1998 AC4 (asteroide 35416) é um asteroide da cintura principal. Possui uma excentricidade de 0.19839970 e uma inclinação de 3.62601º.
Este asteroide foi descoberto no dia 2 de janeiro de 1998 por Spacewatch em Kitt Peak.